# Linhares
Pour les articles homonymes, voir Linhares (homonymie).
Linhares est une municipalité du Brésil, située dans l'État de l'Espírito Santo.

## Géographie
- Latitude : 19° 23′ 28″ sud
- Longitude : 40° 04′ 20″ ouest
- Superficie : 3 502 km2
- Altitude moyenne : 33 mètres

## Climat
Le climat est tropical, avec une température moyenne de 25 °C, une température minimale de 16 °C et une température maximale de 35 °C. Toutefois, les températures s'échelonnent habituellement entre 20 °C et 30 °C.

## Démographie
- Population (2005) : 121 418 hab.

## Maires
| Période | Période | Identité    | Étiquette | Qualité |
| ------- | ------- | ----------- | --------- | ------- |
| 2013    | 2016    | Jair Correa | PDT       |         |

## Personnalités
- Leidy Murilho (1986-), chanteuse et compositrice de musique pop et black music, est née à Linhares.